# Стэндиш, Майлз
Майлз Стэндиш (ок. 1584 — 3 октября 1656) — английский офицер, нанятый пилигримами в качестве военного советника Плимутской колонии.
Сопровождал их в путешествии корабля «Мейфлауэр» и играл ведущую роль в управлении и защите Плимутской колонии с момента её создания. 17 февраля 1621 года был избран первым командиром ополчения Плимутской колонии, продолжал переизбираться на эту должность до конца своей жизни. Служил агентом Плимутской колонии в Англии, помощником губернатора и казначеем колонии. Также был одним из первых поселенцев и основателей города Даксбери.
Отличительной чертой военного руководства Стэндиша была его склонность к упреждающим действиям, приведшая по меньшей мере к двум стычкам с индейцами: набегу на Немаскет и конфликту в Уэссагассетской колонии. В этих действиях Стэндиш проявлял военное мужество и мастерство, но также жестокость, злившую индейцев и тревожившую более умеренных членов колонии.
Одним из последних военных действий Стэндиша от имени Плимутской колонии была неудачная экспедиция на Пенобскот в 1635 году. К 1640-м годам отказался от роли активного солдата и начал более спокойную жизнь на своей ферме в Даксбери. Всё ещё номинально командовал вооружёнными силами Пилигримов в растущей колонии, хотя, похоже, предпочитал действовать в качестве советника. Умер в своем доме в Даксбери в 1656 году в возрасте 72 лет. Хотя он поддерживал и защищал колонию пилигримов на протяжении большей части своей жизни, нет никаких доказательств того, что он когда-либо присоединился к их церкви.
Несколько городов и военных объектов названы в честь Стэндиша, и в его память построены памятники. Одним из самых известных его описаний в популярной культуре было стихотворение Генри Уодсворта Лонгфелло 1858 года «Сватовство Майлза Стэндиша». Эта весьма выдуманная история, представляющая его робким романтиком, была чрезвычайно популярна в XIX веке и сыграла значительную роль в укреплении легенды Пилигримов в американской культуре.